# الجش (القطيف)
الجش بلدة تقع جنوب غرب محافظة القطيف شرق السعودية، وتتبعها إداريّاً. لبلدة الجش شهرة قديمة بالزراعة، حيث تحيط بها البساتين والمزارع من جميع الجهات فكانت هي المصدر الرئيسي للرزق.[بحاجة لمصدر] أما بعد استخراج النفط فقد اتجه كثير من الأهالي للعمل في مجال النفط بشركة أرامكو السعودية، وبقي البعض محافظاً على مهنته في الفلاحة.

## التسمية
الجِش وربما صوابها الجٙش كما وردت في معاجم اللغة، وهي مشتقة من جيش القوم أي اجتمعوا أو تفرقوا، أو أجش المكان اجتمع نبته وحشيشته. وهذا أقرب إلى معناها.

## الجغرافيا

### الموقع
تقع هذه القرية جنوب غرب واحة القطيف قديماً، وهي على مقربة من الملاحة وأم الحمام، ويخترقها الشارع المؤدّي إلى الطريق الرئيس السريع.

## الحياة الفطرية

### العيون والمياه الجوفية
يوجد في الجش ثلاثة ينابيع عذبة بجوار المسجد[بحاجة لتوضيح] خارج سور القرية وتحصل على مياهها من عين الكعيبة.

## التاريخ
كانت الجش قرية مسورة تتكون من 250 منزلاً كما وصفها لوريمر، وبعضها من الحجارة والطين وبعضها خارج السور.
وبها عين الكعيبة المكان الذي نُقل إليه الحجر الأسود من مكة المكرمة على أيدي القرامطة، وظل في المكان مسمى الكعبة ما يقارب اثنين وعشرين سنة، وأمر القرامطة سكان منطقة القطيف بالحج إلى ذلك المكان، ولكن الأهالي رفضوا ذلك، فقتل القرامطة أناساً كثيرين من أهل القطيف، وقد أعيد الحجر الأسود إلى مكانه في الكعبة المشرفة بمكة المكرمة.

## التقسيمات الإدارية
اتسـع العمــران في الجشّ فالتهم البساتين المجاورة، ويوجد فيها مدراس ابتدائية ومتوسطة وثانوية للبنين والبنات وجمعية خيرية، ومركز صحي تابع لوزارة الصحة، ونادي رياضي وروضة للأطفال ومركز للدفاع المدني والبريد ومركز للبلدية. وأول لجنة للزواج الجماعي بواحة القطيف تكونت فيها وذلك في عام 1990م وكانت ليلة الزواج الجماعي الأول مع انطلاق حرب تحرير الكويت، وقد قامت شبكة CNN العالمية بنقل أجزاء من ذلك الحفل، والذي عبر في ذلك الوقت عن تماسك الجبهة الداخلية في واحة القطيف والمملكة العربية السعودية وعدم اهتمامها بمخاطر الحرب التي روجت لها وسائل إعلام عالمية.
ويحدها من الجهة الغربية مدينة الأمير نايف بن عبد العزيز الرياضيةً. واسكان القطيف لذوي الدخل المحدود ؛على امتداد بر البدراني المحاذي لطريق الجبيل - الظهران السريع.
وازدادت الجش توسعآ لأحتوائها على مرافق هامة لمحافظة القطيف كمستشفى القطيف المركزي ومدينة الأمير نايف الرياضية بجوار مشتل وزارة الزراعة ومركز مكافحة سوسة النخيل. أيضا تم إنشاء مؤخرا مبنى لكلية التميز في الجش مخطط 741 . ولو عدنا مرة أخرى إلى الجش حي الراية مخطط 693 حيث توجد أحوال القطيف المدنية بجوار مشتل وزارة الزراعة.
بعد توسع النطاق العمراني في الجش تم مؤخرا البدء في مشروع مستشفى الولادة والأطفال ومستشفى الأسنان بجوار مستشفى القطيف المركزي في الجش ليخدم محافظة القطيف ويزيد من الخدمات الصحية.
في الناحية الشماليه والشماليه الشرقيه من مستشفى القطيف المركزي واسكان القطيف العام في الجش نرى أيضآ المخططات الجديده على التوالي الجش أ، الجش ب، الجش ج وكل مخطط من هذه المخططات يحتوي على مرافق حيوية وهامة زادت من أهمية الجش الجغرافية حيث أن صالة الملك عبد الله الممنوحة لأهالي القديح المفجوعين في حريق القديح تقع في مخطط الجش ب وبالإمكان مشاهدتها أثناء المرور على الخط السريع الظهران الجبيل وأيضا يوجد في مخطط الجش ب مجمع مدارس الجارودية . ويعتبر مخطط الجش ب من أوسع المخططات الحديثة في الجش. بالاتجاه شمالآ أي من الناحية الشمالية لمخطط الجش ب نجد مخطط الجش ج الذي لايقل أهمية عن باقي المخططات الحديثة في الجش لاحتوائه أيضا على مرافق حيوية هامه كمركز تدريب قوات الطواريء ومكافحة الشغب والمخطط الآن بدأ يكتسب أهميته نتيجة للتعمير المستمر ببناء المنازل السكنية.
بالعودة مرة أخرى إلى التوسع العمراني الكبير الذي شهدته الجش خلال السنوات الماضية نجد إنشاء ملاعب نادي الترجي الرياضي ملاقصة لمدينة الأمير نايف الرياضية بالقرب من أحوال القطيف. ومن المتوقع إنشاء مجمع محاكم القطيف الشرعية في مخططات الجش.

## وصلات خارجية
- شبكة الجش اونلاين الثقافية
- نادي الهداية السعودي بالجش
- ديوانية العريش بالجش